# 山田泰造
山田 泰造（やまだ たいぞう、1843年（天保14年1月） - 1917年（大正6年）9月12日）は、日本の弁護士、政治家。衆議院議員。

## 経歴
武蔵国橘樹郡、のちの神奈川県橘樹郡田島村（現:川崎市川崎区）の農家に生まれる。農業を好まず、江戸に出て刀研の修行を行い、その後、横浜に移り米穀商の養子となる。法律学を修め、1874年、代言人となり、1877年、代言人試験に合格した。
1882年、星亨、大井憲太郎、北田正董らと東京京橋区に自由民権運動家の弁護のため厚徳館（法律研究所）を立上げ、福島事件、大阪事件などの弁護を担当した。その後、自由党の論客としても活動したが、1887年、保安条例により東京からの退去処分を受けて横浜に移った。神奈川県下の自由党員の刑事弁護を担った。
1890年7月の第1回衆議院議員総選挙で神奈川県第二区から立憲自由党所属で出馬して当選。以後、第5回総選挙まで連続して当選し、衆議院議員を連続五期務めた。